# Incognito EP
Incognito EP — музыкальный мини-альбом шведской поп-группы PG Roxette, вышедший 28 апреля 2023 года.
В отличие от дебютного альбома группы, в записи настоящего мини-альбома не принимал участия гитарист Roxette Юнас Исакссон.

## История
«Incognito EP» — первый мини-альбом группы PG Roxette и второй альбом группы вообще. Он вышел всего через полгода после дебютного альбома «Pop-Up Dynamo!» в октябре 2022 года.
В феврале 2014 года Пер Гессле опубликовал на своей официальной странице в социальной сети «Facebook» фотографию, на которой он запечатлён в музыкальной студии в Стокгольме вместе с известным французским музыкантом Давидом Геттой. Никаких более комментариев от музыкантов не последовало, и поклонники только догадывались о вероятном сотрудничестве на протяжении всего этого времени. После объявления о выходе дебютного альбома группы Mono Mind «Mind Control» (2019) стало известно, что Гетта стал со-автором одной из песен коллектива и, скорее всего, записал её вместе с Гессле. Официального подтверждения эта информация также не получила.
Ранней весной 2023 года Гессле объявил, что выпустит мини-альбом под именем PG Roxette. С выходом пластинки в прессе появилась информация, официально подтверждающая сотрудничество Гессле с Давидом Геттой в работе над этим мини-альбомом, а также в работе с другими известными музыкантами — один из которых нидерландский продюсер Джиороджио Тюинфорт.
Пер Гессле: Сама идея PG Roxette заключается в том, чтобы по-разному управлять наследием Roxette — частично опираясь на наш классический звук, но также тестируя сотрудничество с новыми голосами, артистами, авторами песен и продюсерами, которые могут привнести интересные идеи.
Оригинальный текст (швед.)Själva idén med PG Roxette är att förvalta arvet från Roxette på olika sätt – dels att bygga vidare på vårt klassiska sound, men också att testa samarbeten med nya röster, artister, låtskrivare och producenter som kan tillföra spännande idéer.

СМИ официально подтвердили, что Гессле, Гетта и Тюинфорт сотрудничают с 2014 года. С Тюинфортом Гессле записал хит Mono Mind «Save Me A Place», который возглавлял чарты в США на протяжении шести недель в 2017 году. Кроме того, они вместе записали песню «You Hurt The One You Love The Most» для дебютного альбома PG Roxette «Pop-Up Dynamo!» (2022).

### Обзор песен
- Работа над песней «Incognito» началась в Нидерландах, когда Гессле встретился там с Тюинфортом в феврале 2020 года. Изначально песня называлась «8th Storm»[5]. После продолжительной работы с Тюинфортом и Геттой название было изменено на «Incognito» — песня была записана для альбома «Pop-Up Dynamo!», продюсерами стали Кларенс Эверман и Магнус Бёрьесон. Однако, по мнению Гессле, слишком отличалась от уже записанного материала, и в итоге он решил не включать её в альбом. После этого песню снова переработали, на этот раз Peppe Folliero и Giorgio Tuinfort — именно этот вариант записан на настоящем мини-альбоме[5][7]. На заглавную композицию был выпущен официальный текстовый клип (видео).
- «Jelly Moon» исполняется дуэтом с Хеленой Юсефссон. Песня была написана в соавторстве с хальмстадским музыкантом Себастианом Атасом (швед. Sebastian Atas) из группы Jubël[англ.][8].
- «When She Needed Me The Most» была написана в соавторстве со шведским музыкантов Андреасом Бробергером (швед. Andreas Broberger)[9]. На бэк-вокал была приглашена Малин-Мю Валл, которая выступала в Гессле и его группой во время гастролей «En vacker kväll» (2017), а также с Gyllene Tider во время гастролей «GT40 Avskedsturnén» (2019).
- Ремикс на песню «Incognito» был записан специально для данного мини-альбома. В его создании принимали участие музыканты из шведского города Умео под творческим псевдонимом The Lost Boys[10].

## Обложка
Автор фотографии, использованной для обложка альбома — Important Pete. Автор дизайна обложки — Пэр Викхольм (швед. Pär Wickholm), студия «Wickholm Formavd» (Стокгольм).
Примечательно, что Пер Гессле опубликовал оригинальную фотографию в своём официальном аккаунте «Инстаграм» 12 октября 2022 года. Позже эта фотография была использована для обложки данного мини-альбома.

## Форматы издания
Мини-альбом был выпущен в формате цифровой дистрибуции, потокового вещания, а также на 7" виниле.

## Музыканты
PG Roxette
- Пер Гессле — вокал, гитара
- Хелена Юсефссон — вокал, бэк-вокал, перкуссия
- Деа Нурберг — вокал, бэк-вокал
- Кларенс Эверман — клавишные
- Магнус Бёрьесон — бас-гитара, бэк-вокал
- Кристофер Лундквист — гитара, электро-гитара, бэк-вокал

Приглашённые музыканты
- Давид Гетта
- Джиороджио Тюинфорт (нидерл. GiorgioTuinfort)
- Пеппе Фолиеро (итал. Peppe Folliero)
- Андреас Бробергер (швед. Andreas Broberger)
- Антон Экштрём (швед. Anton Ekström)
- Себастиан Атлас (швед. Sebastian Atas)
- Маркус ван Ваттум (нидерл. Marcus van Wattum)
- Джейсон Эвиган (англ. Jason Evigan)
- Матс МП Перссон
- Малин-Мю Валл (швед. Malin-My Wall) — бэк-вокал для песни «When She Needed Me The Most»

## Список песен
| №                   | Название                      | Текст песни         | Музыка                                                                      | Продюсеры                                                     | Длительность |
| ------------------- | ----------------------------- | ------------------- | --------------------------------------------------------------------------- | ------------------------------------------------------------- | ------------ |
| 1.                  | «Incognito»                   | Пер Гессле          | Гессле, Давид Гетта, Джиороджио Тюинфорт, Маркус ван Ваттум, Джейсон Эвиган | Магнус Бёрьесон, Кларенс Эверман, Гессле, Кристофер Лундквист | 3:39         |
| 2.                  | «Jelly Moon»                  | Гессле              | Гессле + Себастиан Атлас                                                    | Бёрьесон + Гессле                                             | 2:58         |
| 3.                  | «When She Needed Me The Most» | Гессле              | Гессле                                                                      | Андреас Бробергер + Гессле                                    | 2:31         |
| 4.                  | «Incognito (Lost Boys Remix)» | Гессле              | Бробергер + Антон Экштрём                                                   |                                                               | 2:54         |
| Общая длительность: | Общая длительность:           | Общая длительность: | Общая длительность:                                                         | Общая длительность:                                           | 12:02        |

1. Incognito
Записана на студии «Farozon» (Мальмё) (инженер звукозаписи Магнус Бёрьесон), на студии «Aerosol Grey Machine» (Валларум) (инженер звукозаписи Кристофер Лундквист) и на студии T&A (Хальмстад) (инженер звукозаписи Матс МП Перссон) в апреле 2021 года. Сведение: Пеппе Фоллиеро (итал. Peppe Folliero) на студии «Musicology Studio» (Неаполь, Италия).
Вокал: Пер Гессле, Хелена Юсефссон, Деа Нурберг
Программирование, синтезаторы, электрогитары: Магнус Бёрьесон и Кларенс Эверман

Электрогитара: Кристофер Лундквист

2. Jelly Moon
Записана на студии «Farozon» (Мальмё) (инженер звукозаписи Магнус Бёрьесон) и на студии T&A (Хальмстад) (инженер звукозаписи Матс МП Перссон) в сентябре и октябре 2021 года. Смикшировано: Ронни Лахти (фин. Ronny Lahti).
Вокал: Пер Гессле и Хелена Юсефссон

Программирование, синтезаторы и бас-гитара: Магнус Бёрьесон

3. When She Needed Me The Most
Записана на студии «Bridge & Mountain Paradise» (Умео) (инженер звукозаписи Андреас Бробергер) и на студии T&A (Хальмстад) (инженер звукозаписи Матс МП Перссон) в сентябре, октябре и ноябре 2022 года. Смикшировано: Андреас Бробергер и Антон Экштрём.
Вокал: Пер Гессле, Хелена Юсефссон и Малин-Мю Валл

Программирование и синтезаторы: Андреас Бробергер

4. Incognito (Lost Boys Remix)
Ремикс: Андреас Бробергер и Антон Экштрём на студии «Lost Boys Studios» (Умео) в январе 2023 года.

## Чарты (высшая позиция)

### iTunes Chart
- Великобритания: 49 место[12]
- Германия: 25 место[13]
- Италия: 41 место[14]
- Испания: 7 место[15]
- Австралия: 18 место[16]

## Отзывы критиков
- Польское издание «Muzotakt» в своей рецензии рассказывает об истории сотрудничества «звездных продюсеров» и указывает, что релиз понравится всем поклонникам музыки 1980-х: «песни восходят к звучанию музыки из той эпохи, сочетая [звуки] синтезатора, гитары, запоминающийся припев, а также стиль таких звезд, как The Weeknd и Эйва Макс.»[5].